# Raimundo de Miguel
Raimundo de Miguel y Navas (Belorado, Burgos, 15 de marzo de 1816- Madrid, 27 de marzo de  1878) fue un catedrático español de Retórica y Poética, distinguido humanista y poeta. El colegio de Belorado lleva su nombre.

## Biografía
Nació el 15 de marzo de 1816 en la villa de Belorado (Burgos). Estudió Filosofía y Teología y en 1838 obtiene el título de profesor de Humanidades y más tarde, por oposición, una cátedra de Retórica en el colegio de Orduña (Vizcaya) y otra análoga en Castrojeriz (Burgos). En 1846 fue nombrado catedrático de Latín y Castellano en el Instituto de Segunda Enseñanza de Burgos ocupando en el mismo centro, a partir de 1856, la cátedra de Retórica y Poética. En 1861 se traslada a Madrid a impartir esta misma asignatura como catedrático en el Instituto de San Isidro.
En el ejercicio de su cargo durante cuarenta años alcanzó una gran reputación, pero fueron las publicaciones de sus doctas obras literarias las que le dieron un renombre que aún se mantiene en la actualidad, debido fundamentalmente a su obra más célebre, el Nuevo Diccionario Latino-español etimológico. Hasta julio de 1867, fecha en la que se presenta el diccionario, no existía en Lengua Española un compendio tan exhaustivo de la lengua de la Antigua Roma. Conocido como el “de Miguel” este libro sigue siendo una obra de referencia fundamental para todos los estudiosos de la lengua latina y los meros interesados en la etimología de la lengua castellana. Ese mismo año la reina Isabel II le concede la Encomienda de la Real Orden de Carlos III por su "relevante servicio a las letras". 
Otras obras suyas, aunque menos conocidas, siguen gozando de validez como obras de consulta en gramática castellana y latina, retórica y poética o filología. También escribió libros de poesía y fábulas morales.
Falleció en Madrid, a los sesenta y dos años, el 27 de marzo de 1878.

## Obras
Aclaración: Las fechas de publicación que se relatan a continuación no coinciden con las fechas de la primera edición, por lo que las obras no aparecen en un orden cronológico real:
- Curso práctico de latinidad o Colección de piezas escogidas de los Clásicos Latinos, dispuestas en orden conveniente, e ilustradas con notas y comentarios por... Ed. Timoteo Arnáiz, Burgos. 1859.[3][4]

- Aparición de la Santísima Virgen del Pilar de Zaragoza al Apóstol Santiago, patrón de las Españas. (Año 42 de la Era Cristiana). Ed. Anselmo Santa Coloma, Madrid. 1863.[5][6]

- Nuevo diccionario latino - español etimológico. Visor Libros, S.L. 1867 reeditado en 2001. ISBN 978-84-7522-846-4.[7][8]

- Raimundo de Miguel y el Marqués de Morante (1868). Colección de piezas literatias selectas. Latinas y Castellanas, mandada formar y anotar de Real Orden para uso de las clases elementales de latín y castellano de los establecimientos públicos del Reino. (Tomo II, Madrid). Imprenta M. Ginesta.[9][10]

- Fábulas morales escritas en variedad de metros por... Agustín Jubera. 1874.[11][12][13]

- Poesías de Don Raimundo de Miguel. Ed. Agustín Jubera. 1877.[14]

- Exposición gramatical, crítica, filosófica y razonada de la epístola de L. Horacio Flaco á los Pisones sobre el arte poética. Ed. Sáenz de Jubera. 1895.[15]

- Elementos de mitología, ritos y costumbres de los antiguos Romanos, y nociones elementales de retórica y poética. Ed. Sáenz de Jubera. 1899.[16]

- Gramática hispano-latina, teórico-práctica para el estudio simultáneo de las lenguas latina y castellana comparadas. Librería de Nicasio Ezquerra, Santiago. 1900.[17][18]

- Gramática elemental de la lengua castellana para uso de los niños que concurren á las escuelas de instrucción primaria dispuesta bajo un método fácil y sencillo. Ed. Sáenz de Jubera. 1901.[19]

- Curso elemental teórica-práctico de retórica y poética acomodado á la índole de los estudios de 2ª. enseñanza.